# Maalhendhoo
Malandu és una petita illa situada a les Illes Maldives, al Mar d'Aràbiga. Maalhendhoo és el poble més gran de l'illa que també és la capital. l'illa està habitada per 908 persones. Té una superfície de 484km². L'illa té port.